# Hrvatski Nogometni Klub Hajduk Split
Il Hrvatski Nogometni Klub Hajduk Split (in italiano Associazione Calcistica Croata Hajduk Spalato), noto come Hajduk Split e in italiano come Hajduk Spalato, è una società calcistica croata e, in precedenza, jugoslava.
Benché la società abbia sede a Spalato, fu fondata nel 1911 a Praga, all'epoca facente parte, come Spalato, dell'impero austro-ungarico.
Si tratta di uno dei club più titolati della storia del calcio iugoslavo e croato: fino al 1991, anno dello scioglimento della Jugoslavia, l'Hajduk aveva vinto 9 campionati e altrettante coppe nazionali, mentre dopo l'indipendenza della Croazia si è laureato 6 volte campione nazionale e 8 volte vincitore della Coppa di Croazia. Il club è secondo nella classifica perpetua del campionato jugoslavo. 

## Storia

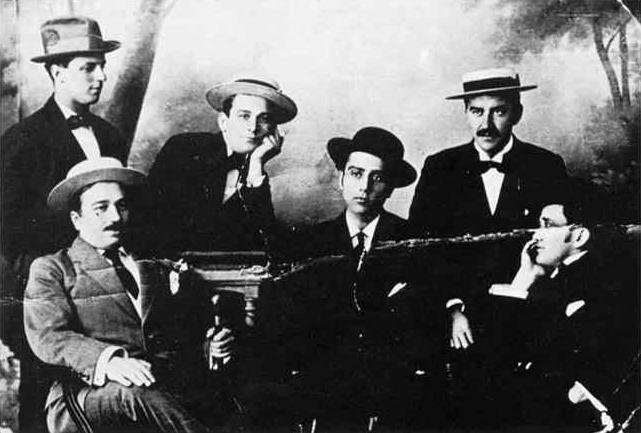
I fondatori del club a Praga

### Dalla fondazione alla Repubblica Socialista Federale di Jugoslavia
Il club fu fondato nella birreria U Fleků il 13 febbraio 1911 da studenti di Spalato che studiavano a Praga (allora parte dell'impero austro-ungarico), dopo aver assistito ad un incontro tra lo  Sparta Praga e Slavia Praga. È questo il motivo per cui Hajduk e Slavia Praga hanno disputato un match al Poljud il 14 febbraio 2011, in occasione della festa per i 100 anni della squadra spalatina. I fondatori del club erano Fabjan Kaliterna, Lucijan Stella, Ivan Šakić, Vjekoslav Ivanišević e Vladimir Šore. Come nome venne scelto quello di hajduk, mentre come denominazione venne scelto hrvatski nogometni klub (italiano: società calcistica croata), e come stemma i colori storici della Croazia, cioè rosso e bianco a scacchi, come nello stemma del paese.
La partita d'esordio fu contro la squadra di calcio degli spalatini italiani, il Calcio Spalato, sconfitto con un netto 9-0.
Il club raggiunse i massimi livelli nel campionato nazionale jugoslavo negli anni venti quando vinse due titoli, interrompendo in tal modo il dominio delle squadre di Zagabria e Belgrado. Nel 1930 i giocatori dell'Hajduk, con quelli di altri club croati, attuarono un boicottaggio nei confronti della nazionale jugoslava di calcio, per protesta contro la dittatura (serba) proclamata dal re nel 1929.
Durante la seconda guerra mondiale, dopo l'occupazione di Spalato da parte del Regno d'Italia, il club cessò la propria attività e rifiutò la proposta della Federazione Italiana di gareggiare in Serie A e anche la proposta di partecipare al campionato croato allestito dal regime ustascia di Ante Pavelić.
Nel 1944 la squadra e lo staff tecnico decisero di entrare clandestinamente nel nucleo di partigiani jugoslavi che avevano la propria base sull'isola di Lissa, diventando in tal modo la squadra ufficiale dell'esercito jugoslavo di liberazione, giocando come Hajduk-NOVJ.

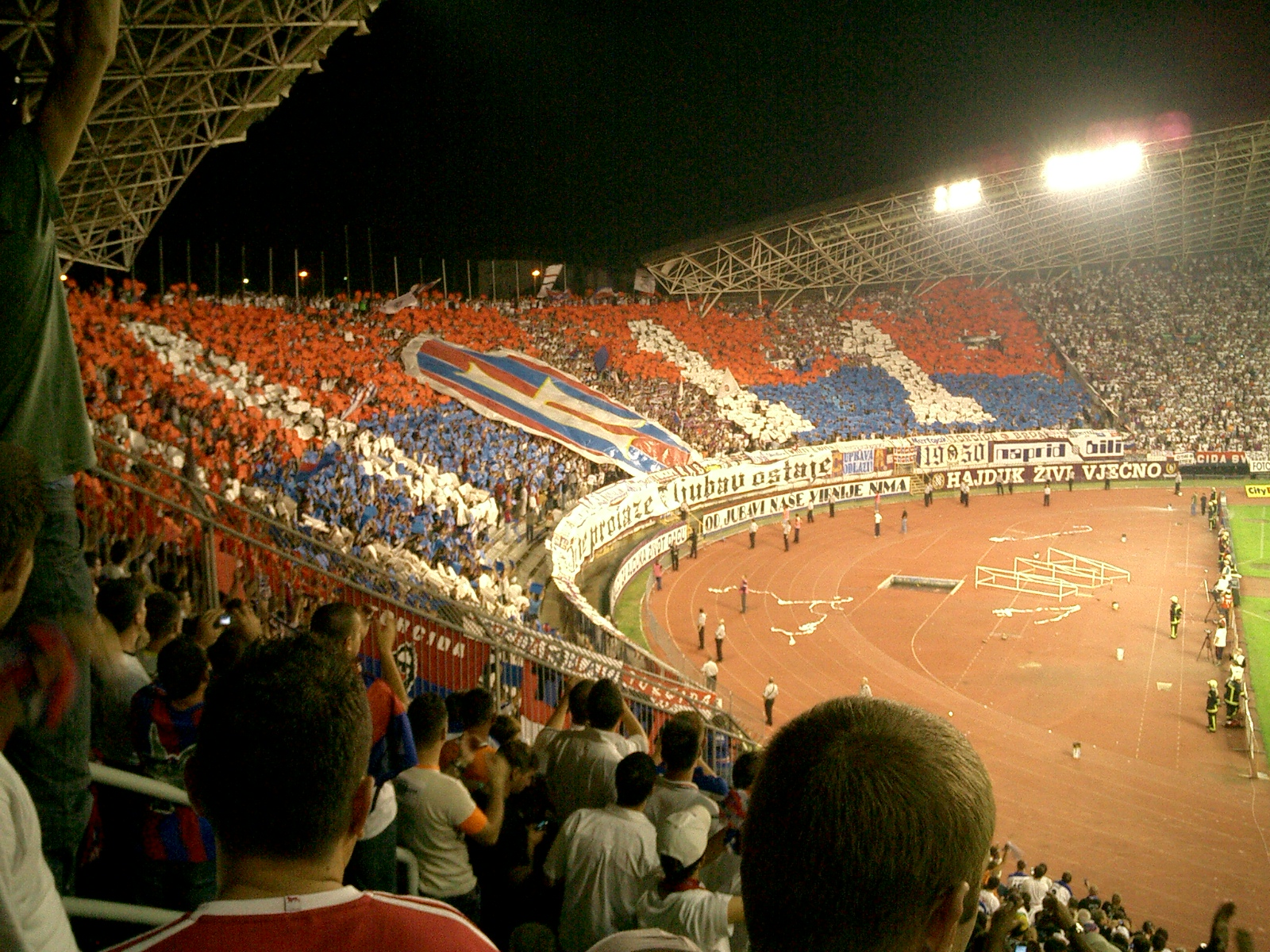
La curva dei tifosi dell'Hajduk durante il "derby" contro la Dinamo Zagabria

Dopo la creazione della Repubblica Socialista Federale di Jugoslavia, i giocatori e il gruppo tecnico declinarono la proposta e le pressioni, attuate anche dello stesso Tito, finalizzate a ottenere che il club si trasferisse a Belgrado e diventasse la formazione ufficiale dell'esercito jugoslavo (lo divenne la Stella Rossa di Belgrado, mentre il Partizan, che si accaparrò gran parte dei migliori calciatori del resto della Jugoslavia, in primo luogo il fuoriclasse zagabrese Stjepan Bobek, sarà la squadra del "regime": il primo presidente fu il generale Franjo Tuđman). Il malanimo tra la tifoseria spalatina e quelle zagabrese e belgradese è stato sempre accesissimo, tale che, quando il grande portiere Vladimir Beara passò alla Stella Rossa, non solo gli attacchi nei suoi confronti furono ferocissimi, ma addirittura alla fine della carriera, rientrato a vivere a Spalato - dopo quindici anni - rari spalatini gli rivolgevano la parola.
I primi anni d'oro dell'Hajduk furono negli anni cinquanta. La "generazione d'oro" vinse tre campionati di Jugoslavia, nel 1950, 1952 e 1955. In questi anni i pilastri della squadra erano il portiere Beara e il trequartista Bernard Vukas.
Dopo alcuni decenni bui, l'Hajduk ritornò alla ribalta nazionale negli anni settanta con la seconda cosiddetta zlatna generacija ("generazione d'oro") vincitrice di cinque Coppe di Jugoslavia consecutive e tre campionati jugoslavi tra il 1972 e il 1979.
Di questa generazione fecero parte i difensori Džoni, Holcer, Buljan, Mužinić e Peruzović, i centrocampisti Jurica Jerković, Gudelj e Hlevnjak (ma da Lubiana arrivarono anche Brane Oblak e gli attaccanti Žungul e Šurjak e, subito dopo, Slišković).

### Epoca croata
Dopo la nascita della Prva hrvatska nogometna liga, abbreviata in Prva HNL, l'Hajduk si divise con la Dinamo Zagabria la vittoria finale del campionato e delle altre competizioni, aggiudicandosi 8 campionati croati (1941, 1946, 1992, 1994, 1995, 2001, 2004, 2005), 8 Coppe di Croazia (1993, 1995, 2000, 2003, 2010, 2013, 2022, 2023) e 5 Supercoppe di Croazia (1992, 1993, 1995, 2004, 2005).

## Colori e simboli

### Colori
I colori della maglia dell'Hajduk sono il bianco, che è il principale, e il blu, mentre i pantaloncini e i calzettoni sono blu.

### Simboli ufficiali

#### Stemma
Il simbolo dell'Hajduk è un cerchio con all'interno gli scacchi bianchi e rossi come nello stemma della Croazia, che è circondato da una banda blu con la scritta "Hajduk Split" in bianco.

## Strutture

### Stadio

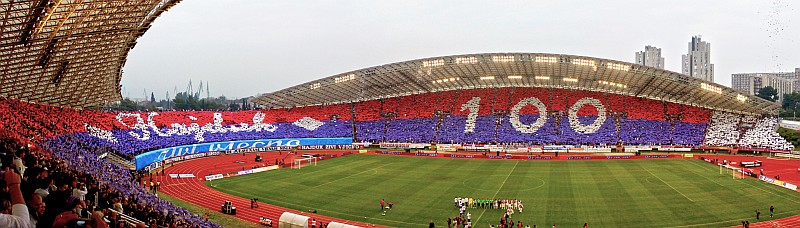
Veduta panoramica dello Stadio municipale di Poljud durante i festeggiamenti per il centesimo anniversario del club.

Dal 1979 il club gioca le proprie gare interne nello Stadio municipale di Poljud, che si trova a Spalato e che può contenere 34.198 spettatori. È stato costruito per ospitare i VIII Giochi del Mediterraneo che si sono tenuti in città in quell'anno, ma si è disputata qui anche la Coppa continentale di atletica leggera 2010.
L'Hajduk giocava in precedenza nello Stadio Stari Plac: aperto nel 1911 è oggi usato dalla locale squadra di rugby.

## Società

### Settore giovanile
Il club è famoso, sia in ambito nazionale, che soprattutto in ottica europea per la sua scuola di calcio giovanile. Diversi sono i calciatori che si sono poi affermati in tutta Europa che sono usciti dal vivaio dell'Hajduk: Alen Bokšić, Robert Jarni, Slaven Bilić, Igor Štimac, Ivica Mornar, Milan Rapaić, Igor Tudor, Ivica Šurjak, Luka Peruzović, Aljoša Asanović, Ivan Buljan, Zlatko Vujović, Nikola Kalinić, Lovre Kalinić, Nikola Vlašić e Mario Pašalić.
Il settore giovanile della squadra spalatina si chiama Akademija HNK Hajduk "Luka Kaliterna" (in italiano "Accademia del HNK Hajduk "Luka Kaliterna") in onore della leggenda del club Luka Kaliterna. Il 18 marzo 2019 l'accademia giovanile ha festeggiato i 100 anni dalla fondazione.
Il settore giovanile del Hajduk è formato da dodici squadre maschili: Juniori (Under 19), Juniori 2 (Under 18), Kadeti (Under 17), Kadeti 2 (Under 16), Pioniri (Under 15), Pioniri 2 (Under 14), Ml.Pioniri(Under 13), Ml.Pioniri 2(Under 13), Početnici (Under 11), Početnici 2 (Under 10), Ml.Početnici (Under 9) e Ml.Početnici 2 (Under 8).
Dal 2019 Boro Primorac, ex calciatore che ha militato nelle file della squadra, è il nuovo direttore dell'accademia.

## Allenatori e presidenti

### Allenatori
Tutti gli allenatori dalla fondazione:
- 1911  Oldřich Just
- 1912  Oldřich Just
 Josef Šwagrovský
- 1913  Josef Šwagrovský
 Bohumil Macoun
 Otto Bohata
- 1914  Norbert Zajíček
 Zdeňek Jahn
- 1919  Karel Šťastný
 Otto Bohata
- 1920  Fraňo Zoubek
 Rudolf Sloup
- 1920-1921  Franz Mantler
- 1921-1922  Franz Mantler
 Jindřich Šoltys
- 1922-1923  Václav Pinc
 Jaroslav Bohata
- 1923-1929  Luka Kaliterna
- 1930  Luka Kaliterna
 Erwin Puschner
- 1931  Luka Kaliterna
- 1932  Luka Kaliterna
 Veljko Poduje
- 1933-1935  Luka Kaliterna
- 1936-1937  Ante Blažević
 Luka Kaliterna
- 1937-1938  Karel Senecký
 Illés Spitz
- 1938-1939  Illés Spitz
- 1939-1940  Ljubomir Benčić
 Jiří Sobotka
- 1940-1941  Ljubomir Benčić
- 1944  Ljubomir Benčić
 Leo Lemešić
- 1945  Ljubomir Benčić
 Leo Lemešić
- 1946-1948  Ljubomir Benčić
- 1948-1951  Luka Kaliterna
- 1951  Branko Bakotić
- 1952-1954  Jozo Matošić
- 1954-1955  Aleksandar Tomašević
- 1955-1956  Ljubomir Benčić
- 1956-1957  Ljubomir Benčić
 Frane Matošić
- 1957-1958  Frane Matošić
- 1958-1959  Ivo Radovniković
- 1959-1961  Milovan Ćirić
- 1961-1962  Leo Lemešić
- 1962-1963  Florijan Matekalo
 Lenko Grčić
- 1963-1964  Milovan Ćirić
 Krešimir Arapović
- 1964-1965  Ozren Nedoklan
 Frane Matošić
- 1965-1969  Dušan Nenković
- 1969-1971  Slavko Luštica
- 1971-1972  Slavko Luštica
 Tomislav Ivić
- 1972-1973  Branko Zebec
- 1973-1976  Tomislav Ivić
- 1976-1977  Josip Duvančić
- 1977-1978  Vlatko Marković
- 1978-1980  Tomislav Ivić
- 1980-1982  Ante Mladinić
- 1982-1984  Petar Nadoveza
- 1984-1985  Ante Mladinić
 Stanko Poklepović
- 1985-1986  Stanko Poklepović
 Sergije Krešić
- 1986-1987  Sergije Krešić
 Josip Skoblar
- 1987-1988  Marin Kovačić
 Ivan Vutsov
 Petar Nadoveza
- 1988-1989  Petar Nadoveza
- 1989-1990  Petar Nadoveza
 Luka Peruzović
- 1990-1991  Luka Peruzović
 Josip Skoblar
 Stanko Poklepović
- 1991-1993  Stanko Poklepović
- 1992  Stanko Poklepović
- 1992-1993  Stanko Poklepović
 Ivan Katalinić
- 1993-1995  Ivan Katalinić
- 1995-1996  Ivan Katalinić
 Ivan Buljan
 Mirko Jozić
- 1996-1997  Ivan Buljan
- 1997-1998  Tomislav Ivić
 Luka Bonačić
 Zoran Vulić
- 1998-1999  Ivan Katalinić
- 1999-2000  Ivan Katalinić (01 lug.-30 set.)
 Ivica Matković (01 ott.-30 giu.)
- 2000-2001  Petar Nadoveza (01 lug.-20 dic.)
 Zoran Vulić (01 gen.-30 giu.)
- 2001-2002  Nenad Gračan (01 lug.-31 dic.)
 Slaven Bilić (01 gen.-30 giu.)
- 2002-2004  Zoran Vulić
- 2004-2005  Ivan Katalinić (01 lug.-24 ago.)
 Blaž Slišković (01 gen.-10 apr.)
 Miroslav Blažević (10 apr.-30 giu.)
- 2005-2006  Miroslav Blažević (01 lug.-18 set.)
 Ivan Gudelj (20 set.-13 feb.)
 Luka Bonačić (14 feb.-30 giu.)
- 2006-2007  Zoran Vulić (01 lug.-07 apr.)
 Ivan Pudar (10 apr.-30 giu.)
- 2007-2008  Ivan Pudar (01 lug.-23 ago.)
 Mario Ćutuk (24 ago.-25 ago.)
 Sergej Krešić (26 ago.-25 ott.)
 Robert Jarni (26 ott.-20 mag.)
 Goran Vučević (20 mag.-30 giu.)
- 2008-2009  Goran Vučević (01 lug.-26 ott.)
 Ante Miše (27 ott.-30 giu.)
- 2009-2010  Ante Miše (01 lug.-03 ago.)
 Ivica Kalinić (04 ago.-16 ago.)
 Edoardo Reja (17 ago.-08 feb.)
 Stanko Poklepović (12 feb.-30 giu.)
- 2010-2011  Stanko Poklepović (01 lug.-27 ott.)
 Joško Španjić (28 ott.-30 ott.)
 Goran Vučević (31 ott.-16 apr.)
 Ante Miše (18 apr.-30 giu.)
- 2011-2012  Krasimir Balăkov (01 lug.-21 mar.)
 Mišo Krstičević (22 mar.-30 giu.)
- 2012-2013  Mišo Krstičević
- 2013-2014  Igor Tudor
- 2014-2015  Igor Tudor (01 lug.-18 feb.)
 Stanko Poklepović (19 feb.-13 apr.)
 Goran Vučević (13 apr.-23 apr.)
 Hari Vukas (24 apr.-31 mag.)
 Damir Burić (01 giu.-30 giu.)
- 2015-2016  Damir Burić
- 2016-2017  Marijan Pušnik (01 lug.-01 dic.)
 Marko Lozo (01 dic.-05 dic.)
 Joan Carrillo (05 dic.-30 giu.)
- 2017-2018  Joan Carrillo (01 lug.-31 nov.)
 Vik Lalić (06 nov.-12 nov.)
 Željko Kopić (13 nov.-30 giu.)
- 2018-2019  Željko Kopić (01 lug.-06 set.)
 Zoran Vulić (08 set.-27 nov.)
 Siniša Oreščanin (27 nov.-30 giu.)
- 2019-2020  Siniša Oreščanin (01 lug.-19 lug.)
 Damir Burić (20 lug.-19 dic.)
 Igor Tudor (01 gen.-30 giu.)
- 2020-2021  Igor Tudor (01 lug.-21 ago.)
 Hari Vukas (21 ago.-04 nov.)
 Boro Primorac (04 nov.-17 gen.)
 Paolo Tramezzani (18 gen.-27 mag.)
 Jens Gustafsson (28 mag.-30 giu.)
- 2021-2022  Jens Gustafsson (01 lug.-01 nov.)
 Valdas Dambrauskas (02 nov.-30 giu.)
- 2022-2023  Valdas Dambrauskas (01 lug.-12 set.)
 Mislav Karoglan (12 set.-31 dic.)
 Ivan Leko (31 dic.-30 giu.)
- 2023-2024  Ivan Leko (01 lug.-23 ott.)
 Mislav Karoglan (23 ott.-8 apr.)
 Jure Ivanković (8 apr.-30 giu.)
- 2024-2025  Gennaro Gattuso
- 2025-2026  Gonzalo García

### Presidenti
Tutti i presidenti dalla fondazione:
- 1911  Kruno Kolombatović
- 1911-1912  Ante Katunarić
- 1912-1913  Petar Bonetti
- 1913  Grga Angjelinović
- 1913-1921  Vladimir Šore
- 1921  Silvije Matulić
- 1921-1923  Vjekoslav Fulgosi
- 1923-1924  Antun Grgin
- 1924-1925  Vjekoslav Fulgosi
- 1925-1926  Silvije Bulat
- 1926-1927  Antun Grgin
- 1927-1930  Ante Kovačić
- 1930-1932  Žarko Dešković
- 1932-1933  Ante Starčević
- 1933-1936  Vjenceslav Celigoj
- 1936  Fabjan Kaliterna
- 1936-1938  Pave Kamber
- 1938  Mihovil Novak
- 1938-1939  Petar Machiedo
- 1939-1941  Janko Rodin
- 1944-1945  Janko Rodin
- 1945-1946  Humbert Fabris
- 1946-1947  Nikola Papić
- 1947-1949  Humbert Fabris
- 1949  Ivo Raić
- 1949-1950  Ante Jurjević Baja
- 1950-1953  Marin Vidan
- 1953-1958  Marko Markovina
- 1958-1962  Petar Alfirević
- 1962-1964  Petar Rončević
- 1964-1966  Josip Košta
- 1966-1970  Josip Grubelić
- 1970-1980  Tito Kirigin
- 1980-1981  Ante Skataretiko
- 1981-1984  Ivo Šantić
- 1984-1985  Ante Kovač
- 1985-1986  Joško Vidošević
- 1986-1988  Vlado Bučević
- 1988-1990  Kolja Marasović
- 1990-1992  Stjepan Jukić-Peladić
- 1992-1996  Nadan Vidošević
- 1996-1997  Anđelko Gabrić
- 1997-2000  Željko Kovačević
- 2000-2007  Branko Grgić
- 2008  Željko Jerkov
- 2008-2009  Mate Tomislav Peroš
- 2009-2010  Joško Svaguša
- 2010-2011  Josip Grbić
- 2011-2012  Hrvoje Maleš
- 2012-2016  Marin Brbić
- 2016  Marijana Bošnjak
- 2016-2018  Ivan Kos
- 2018-2019  Jasmin Huljaj
- 2019-2020  Marin Brbić
- 2020-2024  Lukša Jakobušić
- 2024  Marinka Akrap
- 2024-  Ivan Bilić

## Calciatori

### Vincitori di titoli
Calciatori campioni olimpici di calcio
- Andrija Anković (Roma 1960)
- Zvonko Bego (Roma 1960)
- Aleksandar Kozlina (Roma 1960)
- Ante Žanetić (Roma 1960)

### L'Hajduk Spalato e la nazionale croata
Della formazione base della nazionale croata giunta terza al campionato mondiale di Francia 1998, ben cinque calciatori provenivano dalla scuola calcio dell'Hajduk.

## Palmarès

### Competizioni nazionali
- Campionato jugoslavo: 9

1927, 1929, 1950, 1952, 1954-1955, 1970-1971, 1973-1974, 1974-1975, 1978-1979
- Kup Maršala Tita: 9

1966-1967, 1971-1972, 1973, 1974, 1975-1976, 1976-1977, 1983-1984, 1986-1987, 1990-1991
- Campionato croato: 6

1992, 1993-1994, 1994-1995, 2000-2001, 2003-2004, 2004-2005
- Coppa di Croazia: 8

1992-1993, 1994-1995, 1999-2000, 2002-2003, 2009-2010, 2012-2013, 2021-2022, 2022-2023
- Supercoppa di Croazia: 5

1992, 1993, 1994, 2004, 2005

### Competizioni regionali
- Splitski nogometni podsavez: 14

1920-1921, 1921, 1921-1922, 1922-1923, 1923-1924, 1924-1925, 1925-1926, 1926-1927, 1927-1928, 1928-1929, autunno 1929, primavera 1930, 1931-1932, 1935-1936

### Competizioni giovanili
- Juniorsko prvenstvo Jugoslavije u nogometu: 5

1951-1952, 1969-1970, 1970-1971, 1977-1978, 1984-1985
- Omladinski kup Jugoslavije u nogometu: 6

1969-1970, 1970-1971, 1971-1972, 1976-1977, 1978-1979, 1979-1980
- Juniorsko prvenstvo Hrvatske u nogometu: 8

1994-1995, 1996-1997, 1997-1998, 2003-2004, 2004-2005, 2011-2012, 2020-2021, 2021-2022
- Kup Hrvatske u nogometu za juniore: 5

1994-1995, 1998-1999, 2009-2010, 2013-2014, 2016-2017
- Wojtyła Cup: 1

2011

### Altri piazzamenti
- Campionato jugoslavo:

Secondo posto: 1924, 1928, 1932-1933, 1936-1937, 1947-1948, 1952-1953, 1975-1976, 1980-1981, 1982-1983, 1984-1985
Terzo posto: 1930, 1948-1949, 1951, 1956-1957, 1960-1961, 1977-1978, 1981-1982, 1988-1989, 1989-1990
- Kup Maršala Tita:

Finalista: 1953, 1955, 1962-1963, 1968-1969, 1989-1990
Semifinalista: 1950, 1951, 1954, 1957-1958, 1959-1960, 1960-1961, 1982-1983
- Ljetna liga prvaka:

Secondo posto: 1971
- Kup prvoligaša:

Semifinalista: 1971-1972
- Campionato croato:

Secondo posto: 1992-1993, 1995-1996, 1996-1997, 1997-1998, 1999-2000, 2001-2002, 2002-2003, 2006-2007, 2008-2009, 2009-2010, 2010-2011, 2011-2012, 2021-2022, 2022-2023
Terzo posto: 1998-1999, 2013-2014, 2014-2015, 2015-2016, 2016-2017, 2017-2018, 2018-2019, 2023-2024, 2024-2025
- Coppa di Croazia:

Finalista: 2000-2001, 2004-2005, 2007-2008, 2008-2009, 2017-2018
Semifinalista: 1993-1994, 1997-1998, 1998-1999, 2005-2006, 2006-2007, 2014-2015, 2015-2016, 2023-2024
- Supercoppa di Croazia:

Finalista: 2003, 2010, 2013, 2022, 2023
- Coppa delle Coppe:

Semifinalista: 1972-1973
- Coppa UEFA:

Semifinalista: 1983-1984
- UEFA Youth League:

Finalista: 2022-2023

## Statistiche e record

### Partecipazione ai campionati e ai tornei internazionali

#### Campionati nazionali
Il club ha sempre giocato in massima divisione, prima nella Prva Liga jugoslava, dove riporta nove successi, poi nella HNL croata, dove se ne contano altri sei.
Dalla nascita alla stagione 2025-2026 compresa il club ha ottenuto le seguenti partecipazioni ai campionati nazionali:
| Livello | Categoria | Partecipazioni | Debutto | Ultima stagione | Totale |
| ------- | --------- | -------------- | ------- | --------------- | ------ |
| 1º      | Prva Liga | 62             | 1923    | 1990-1991       | 97     |
| 1º      | HNL       | 35             | 1992    | 2025-2026       | 97     |

#### Tornei internazionali
Il traguardo più prestigioso raggiunto dal club nelle competizioni europee sono le semifinali. Questo evento si è verificato in due occasioni, nella Coppa delle Coppe 1972-1973 e nella Coppa UEFA 1983-1984; in entrambi venne i casi venne eliminato da una squadra inglese, prima dal Leeds Utd, poi dal Tottenham poi vincitore. Nella massima competizione continentale il club ha invece raggiunto i quarti nelle edizioni 1975-1976, (eliminazione con il PSV) 1979-1980 (Amburgo) e 1994-1995 (Ajax). Si è fermato qui anche nella Coppa delle Coppe 1977-1978 (Austria Vienna) e nella Coppa UEFA 1985-1986 (Waregem).
Alla stagione 2025-2026 il club ha ottenuto le seguenti partecipazioni ai tornei internazionali:
| Categoria                                | Partecipazioni | Debutto   | Ultima stagione |
| ---------------------------------------- | -------------- | --------- | --------------- |
| Coppa dei Campioni/UEFA Champions League | 10             | 1971-1972 | 2005-2006       |
| Coppa delle Coppe                        | 8              | 1967-1968 | 1993-1994       |
| Coppa UEFA/UEFA Europa League            | 27             | 1978-1979 | 2020-2021       |
| UEFA Conference League                   | 5              | 2021-2022 | 2025-2026       |

### Statistiche individuali
Il giocatore con più presenze nelle competizioni europee è Vedran Rožić a quota 49, mentre il miglior marcatore è Zlatko Vujović con 20 gol.

### Statistiche di squadra
In campo nazionale il club ha riportato sette vittorie di fila nella Prva hrvatska nogometna liga 2006-2007 (serie interrotta dall'Osijek). Per quanto riguarda la miglior vittoria, questa è il 12-1 contro il Vardar; restringendo al campionato croato è invece il 10-0 ottenuto contro il Radnik V. Gorica.
A livello internazionale la miglior vittoria è per 8-0, ottenuta contro lo GÍ Gøta nel turno di qualificazione della Coppa UEFA 2002-2003, mentre la peggior sconfitta è per 6-0, subita contro l'Ajax nel primo turno della Coppa delle Coppe 1993-1994.

## Tifoseria

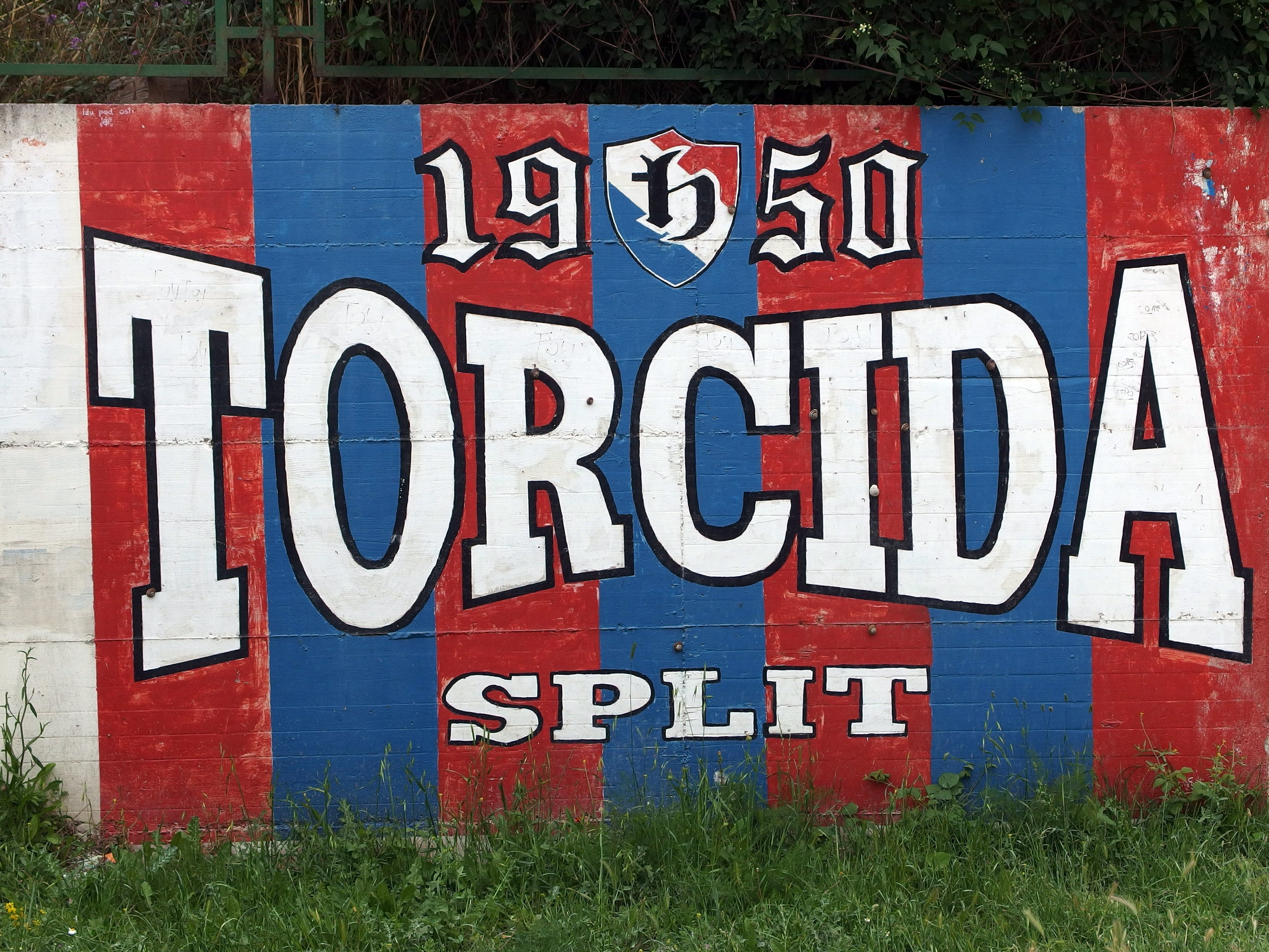
Murales a Spalato dedicato alla Torcida

### Storia
La Torcida è il principale gruppo organizzato di tifosi dell'Hajduk, nonché il più vecchio d'Europa: nacque infatti nel 1950.  La prima apparizione del gruppo organizzato risale alla domenica del 29 ottobre 1950, in una partita contro la Stella Rossa giocata al Stari Plac. Il gruppo è principalmente di estrema destra.

### Gemellaggi e rivalità
La  tifoseria dell'Hajduk vive una rivalità con la tifoseria dell'altro principale club della Croazia, la Dinamo Zagabria, con i sostenitori del Rijeka e con tutte le tifoserie dei club serbi. Gli unici gemellaggi della Torcida sono con i gruppi di Tornado Zadar, sostenitore dello Zara e con gli No name boys del Benfica.

## Organico

### Rosa 2025-2026
Aggiornata al 1° agosto 2025.
| N. |                           | Ruolo | Calciatore       |
| -- | ------------------------- | ----- | ---------------- |
| 1  | Croazia (bandiera)        | P     | Ivica Ivušić     |
| 4  | Albania (bandiera)        | C     | Adrion Pajaziti  |
| 5  | Costa d'Avorio (bandiera) | D     | Ismaël Diallo    |
| 6  | Croazia (bandiera)        | C     | Mihael Žaper     |
| 7  | Australia (bandiera)      | C     | Anthony Kalik    |
| 8  | Canada (bandiera)         | C     | Niko Sigur       |
| 9  | Croazia (bandiera)        | A     | Ante Rebić       |
| 10 | Croazia (bandiera)        | A     | Marko Livaja     |
| 11 | Croazia (bandiera)        | A     | Michele Šego     |
| 13 | Austria (bandiera)        | P     | Ivan Lučić       |
| 17 | Croazia (bandiera)        | D     | Dario Melnjak    |
| 21 | Stati Uniti (bandiera)    | C     | Rokas Pukštas    |
| 23 | Croazia (bandiera)        | C     | Filip Krovinović |
| 24 | Gambia (bandiera)         | A     | Abdoulie Sanyang |

| N. |                      | Ruolo | Calciatore       |
| -- | -------------------- | ----- | ---------------- |
| 25 | Croazia (bandiera)   | D     | Filip Uremović   |
| 26 | Croazia (bandiera)   | C     | Marko Capan      |
| 28 | Croazia (bandiera)   | A     | Roko Brajković   |
| 29 | Australia (bandiera) | D     | Fran Karačić     |
| 31 | Croazia (bandiera)   | D     | Zvonimir Šarlija |
| 32 | Croazia (bandiera)   | D     | Šimun Hrgović    |
| 33 | Croazia (bandiera)   | P     | Toni Silić       |
| 34 | Croazia (bandiera)   | A     | Bruno Durdov     |
| 36 | Croazia (bandiera)   | D     | Marino Skelin    |
| 37 | Croazia (bandiera)   | C     | Noa Skoko        |
| 38 | Croazia (bandiera)   | C     | Luka Hodak       |
| 45 | Marocco (bandiera)   | C     | Yassine Benrahou |

### Staff tecnico
Aggiornata al 23 luglio 2025.
- Goran Vučević - Direttore sportivo
- Gonzalo García - Allenatore
- Ibon Labaien Soto - Allenatore in seconda
- Goran Roce - Allenatore in seconda
- Zvonimir Deranja - Allenatore in seconda
- Tihomir Bulat - Preparatore dei portieri
- Darko Franić - Preparatore dei portieri
- José Carlos García - Preparatore atletico
- Antonio Plenča - Preparatore atletico
- Borja Zabala - Recupero infortunati
- Bruno Baćina - Match analyst
- Danijel Franjković - Match analyst
- Stjepan Badrov - Team manager
- Miro Čolak - Magazziniere
- Zlatko Piteša - Magazziniere

## H.N.K. Hajduk Split II
Dalla stagione 2014-15 è stata istituita la seconda squadra del Hajduk conosciuta come Hajduk II. Al pari delle seconde squadre della Dinamo Zagabria e Rijeka è stata inserita in Terza Divisione e non può partecipare alla Coppa Nazionale né essere promossa nella stessa categoria della "Prima Squadra". È composta da giocatori fra i 18 e i 21 anni, nelle partite ufficiali possono giocare solo 5 "fuori quota".

## Ženski Nogometni Klub Hajduk Split
La sezione femminile della squadra è il Ženski Nogometni Klub Hajduk Split.